# Wyatt Langford
Wyatt Michael Langford (Trenton, Florida, 15 de noviembre de 2001), más conocido como Wyatt Langford, es un jugador profesional estadounidense de béisbol que se desempeña en la posición de jardinero izquierdo en Texas Rangers, equipo de las Grandes Ligas de Béisbol (MLB).

## Carrera
Fue seleccionado en la primera ronda del Draft de la MLB de 2023 por Texas Rangers, equipo donde lleva jugando una temporada.